# Pico do Papagaio (Minas Gerais)
O pico do Papagaio é um dos pontos turísticos da cidade de Aiuruoca, estado de Minas Gerais. Possui 2.105 m de altitude e é a principal formação rochosa de uma cadeia de montanhas pertencente à serra da Mantiqueira localizada no Parque Estadual da Serra do Papagaio. O parque foi criado em 1998, possui 22.917 ha e abrange os municípios de Aiuruoca, Alagoa, Baependi, Itamonte e Pouso Alto.
A mesma cadeia de montanhas possui um local, próximo a este pico, denominado "Retiro dos Pedros".[carece de fontes?]

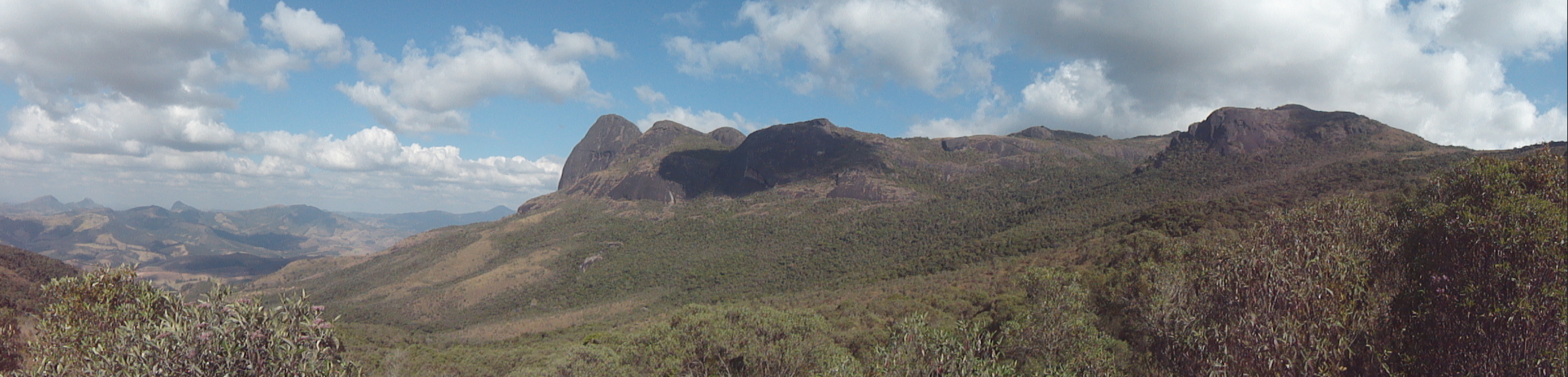
Pico do Papagaio